# Cómo desaparecer completamente
Cómo desaparecer completamente es la segunda novela de la escritora argentina Mariana Enríquez, publicada en 2004 por Emecé Editores. La trama de la novela sigue la historia de Matías, un adolescente que habita en un barrio de clase baja del conurbano de Buenos Aires en medio de la pobreza, las drogas, la descomposición de su familia y el recuerdo traumático de los abusos a los que lo sometió su padre.
Entre las temáticas exploradas en la obra están los efectos de la pobreza y el desempleo en la juventud y en la aparición de problemas sociales adicionales, como la delincuencia y el narcotráfico, además de explorar la influencia en la cosmovisión de los jóvenes de la televisión y de la cultura del rock, cuya importancia está subrayada en los dos epígrafes de la obra, pertenecientes a las figuras del rock Nick Cave y Richey Edwards.

## Argumento
Matías Kovac es un muchacho de 16 años que vive acongojado por problemas familiares y por la lenta degradación que sufre la sociedad en la que vive. Por un lado está su madre, una mujer neurótica que vive a base de pastillas para dormir y que tiene una relación desastrosa con él; del otro lado está su hermana Carla, que quedó desfigurada luego de un intento fallido de suicidio ocurrido tras el asesinato de su novio dedicado al narcotráfico. También está el padre de Matías, quien había abusado sexualmente de él cuando era niño y que abandonó el hogar luego de volverse evangélico y formar una nueva familia. Finalmente su hermano Cristian, que se había marchado sin dejar rastros rumbo a Barcelona, dejando como único recuerdo unos cuadernos con escritos que le permiten a Matías soñar con una vida mejor.
Matías empieza a pensar en abandonar su hogar y escapar del país para reunirse con Cristian. Mientras planea cómo conseguir el dinero, sus días se suceden en pleitos con su familia y salidas con su amiga Marcela o con conocidos, aunque varias de sus interacciones sociales se ven afectadas por episodios de ansiedad provocados por el trauma de su abuso. Todo cambia cuando Javier, un antiguo socio de su cuñado muerto, le pide que cuide un bloque de cocaína mientras se oculta de las autoridades. Matías decide vender la cocaína para conseguir el dinero para poder marcharse, pero pronto se entera de que Javier había robado la cocaína de sus superiores narcotraficantes y que lo habían asesinado. Ante el terror de que los narcos dieran con él, Matías finalmente se marcha de su hogar, sin tener claro su destino ni si lograría escapar de ellos.

## Composición

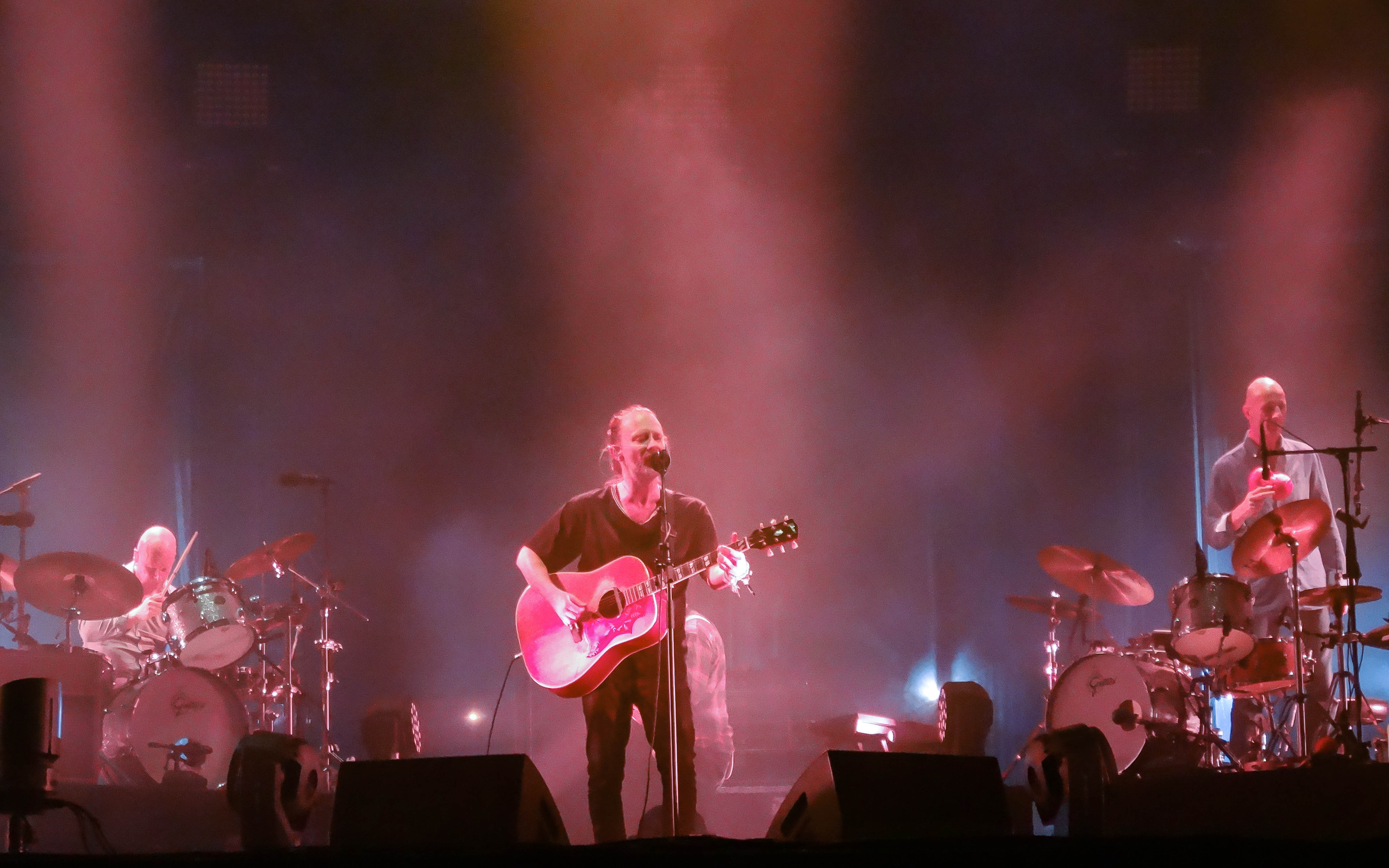
El título de la obra está tomado de una canción de la banda británica Radiohead.

Enríquez escribió la novela después del 2001, durante los tiempos más duros de la crisis económica argentina de principios del milenio. Dado que en ese entonces habitaba en la zona de Valentín Alsina (Lanús), cerca del sur del Gran Buenos Aires, pudo presenciar directamente la descomposición social que vivieron los sectores más vulnerables de la Argentina producto de la crisis, y que ella decidió retratar en la novela junto con el pesimismo general que se vivía. El título del libro está tomado de la canción How to Disappear Completely, de la banda británica Radiohead, que Enríquez consideró que expresaba el estado de ánimo agobiado de la época.
La temática del abuso sexual a adolescentes varones generó interés en Enríquez gracias a la lectura de autores anglosajones como Dennis Cooper o Edward St. Aubyn y a la constatación de que era un tema que no había sido explorado casi en absoluto en la literatura en español. Para la escritura del mismo se basó en experiencias de abuso que habían sufrido personas cercanas a ella.

## Recepción
Marina Mariasch, en una reseña para el diario argentino La Nación, destacó la capacidad de Enríquez para retratar los problemas sociales de la clase baja sin caer en estereotipos, además de la construcción de personajes verosímiles. Esta última catacterística fue también alabada por Esteban Vera, de la revista NAN, quien adicionalmente se refirió de forma positiva a la agilidad de la narración, aunque calificó varios momentos de la novela como «grotescos». Un artículo de The Barcelona Review, por su parte, elogió el lenguaje empleado por Enríquez, y lo calificó como «fluido, certero, que no se detiene en explicaciones innecesarias, ni en barroquismos absurdos».